# Saint-Damien-de-Buckland
Saint-Damien-de-Buckland è una città del Canada, nella regione di Chaudière-Appalaches della provincia del Québec. Appartiene alla municipalità regionale della contea di Bellechasse.